# Zamalek SC
Zamalek Sporting Club hay Zamalek SC là câu lạc bộ bóng đá của Ai Cập có trụ sở tại Mit Okba, Giza. Đây là câu lạc bộ bóng đá chuyên nghiệp hiện đang thi đấu tại Giải Ngoại hạng Ai Cập (Egyptian Premier League), hệ thống cao nhất của bóng đá Ai Cập dành cho cấp độ câu lạc bộ. Được thành lập vào ngày 5 tháng 1 năm 1911 với tên gọi là Qasr El-Neel Club, câu lạc bộ được thành lập bởi luật sư người Bỉ George Marzbach. Sau đó đội bóng được đổi tên thành El-Mokhtalat Club vào năm 1913, sau đó là đổi lại thành King Farouk Club theo tên của vua Farouk vào năm 1941.
Zamalek là câu lạc bộ chưa bao giờ phải xuống thi đấu ở giải hạng hai. Ở cấp độ châu lục, Zamalek là câu lạc bộ giành được nhiều danh hiệu của CAF hơn bất cứ đội bóng nào khác trong thế kỷ 20. Câu lạc bộ đã từng 5 lần vô địch Cúp C1 Châu Phi (CAF Champions League), 3 Siêu Cúp châu Phi, 1 Cúp các câu lạc bộ đoạt cúp bóng đá quốc gia châu Phi  (African Cup Winners' Cup)
Ở cấp độ liên lục địa, câu lạc bộ cũng đã từng 2 lần giành chức vô địch tại Giải vô địch bóng đá câu lạc bộ châu Phi-Á. Sân nhà của câu lạc bộ là Sân vận động Quốc tế Cairo với sức chứa 75.000 chỗ ngồi.

## Lịch sử
Ban đầu câu lạc bộ có tên là Qasr El-Neel Club, được thành lập vào ngày 5 tháng 1 năm 1911 bởi luật sư người Bỉ Sir George Merzbach. Đây là câu lạc bộ bóng đá đầu tiên của Cairo nổi lên từ cộng đồng ngoại kiều không phải là người Anh. Một khía cạnh rất quan trọng của Zamalek là nó là một câu lạc bộ cho tất cả mọi người chứ không phải cho bất kỳ xã hội, kinh tế, hoặc dân tộc cụ thể nào. Zamalek bắt đầu và tiếp tục trải qua chiến tranh thế giới thứ I dưới sự lãnh đạo của Merzbach và các huấn luyện viên (đầu tiên là Shoduan, sau đó là Bochu). Vị giám đốc kế tiếp là Nicola Arfagi cũng là cầu thủ chơi ở cánh trái cho đội bóng.
Sau cuộc cách mạng năm 1919, câu lạc bộ nằm dưới sự kiểm soát của Ai Cập.